# Kolegiátní kostel Nanebevzetí Nejsvětější Panny Marie v Hlohově
Kolegiátní kostel Nanebevzetí Nejsvětější Panny Marie v Hlohově se nachází na území farnosti Nanebevzetí Nejsvětější Panny Marie v diecézi Zelená Hora – Gorzów Wielkopolski. Je dominantou nejstarší hlohovské čtvrti Ostrów Tumski. Dodnes probíhají opravy škod vzniklých za druhé světové války. Jedná se o jeden z nejstarších kostelů ve Slezsku a o nejstarší slezský kolegiátní kostel. První zmínky o kostele pocházejí z doby prvních Piastovců.